# Dark Blues de Hartford
Les Dark Blues de Hartford (en anglais : Hartford Dark Blues) sont un club américain de baseball fondé en 1874 à Hartford (Connecticut) et qui met fin à ses activités en 1877 après avoir évolué en National Association of Professional Base Ball Players (1874-1875) puis en Ligue nationale (1876-1877).

## Histoire

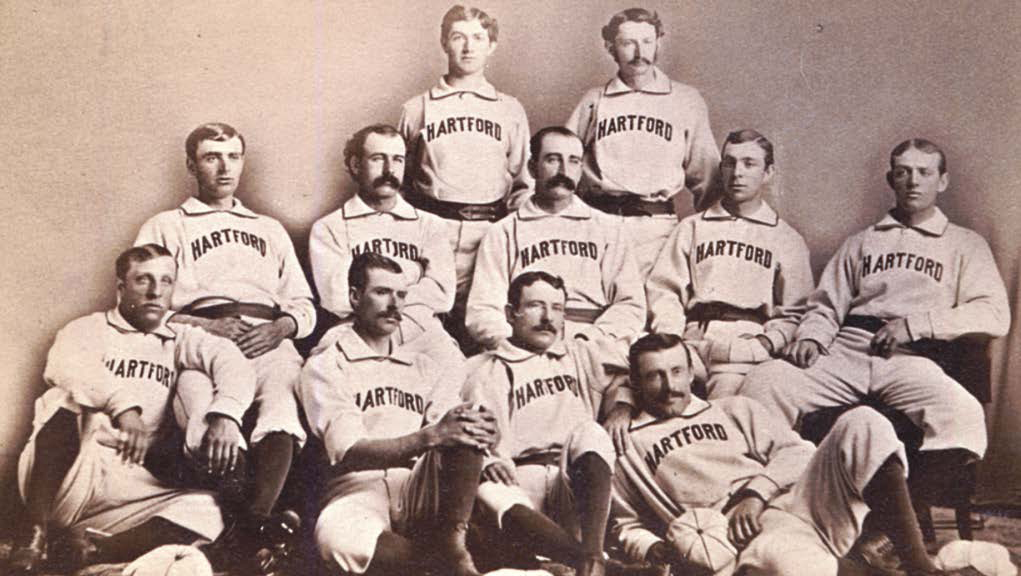
Les Dark Blues de Hartford en 1876

Morgan Bulkeley, propriétaire des Dark Blues, est également le premier président de Ligue nationale en 1876. Il ne reste en poste qu'une seule saison.
Les affluences étant maigres à Hartford, l'équipe dispute tous ses matchs à domicile sauf deux dans divers stades de Brooklyn, principalement à l'Union Grounds. Ils adoptent alors le nom de Brooklyn Hartfords. Les fans de baseball de Brooklyn ignorent totalement cette formation qui joue devant des tribunes vides. La franchise cesse ses activités après cette saison 1877.
Parmi les meilleurs joueurs de la franchise, citons les champs extérieurs Dick Higham (1876) et John Cassidy (1876-1877) et les lanceurs Candy Cummings (1875-1876) et Tommy Bond (1875-1876)

## Saison par saison
| Saison | Ligue           | Saison régulière | Saison régulière | Saison régulière | Saison régulière | Saison régulière | Saison régulière |
| Saison | Ligue           | Class.           | Vic.             | Déf.             | %Vic.            |                  |                  |
| 1874   | NAPBBP          | 7e               | 16               | 37               | 0,302            |                  |                  |
| 1875   | NAPBBP          | 2e               | 54               | 28               | 0,659            |                  |                  |
| 1876   | Ligue nationale | 2e               | 47               | 21               | 0,691            |                  |                  |
| 1877   | Ligue nationale | 3e               | 31               | 27               | 0,534            |                  |                  |